# Ernest Mérimée
Ernest Mérimée (* 27. März 1846 in Lyon; † 14. Januar 1924 in Madrid) war ein französischer Romanist, Hispanist und Literaturwissenschaftler.

## Leben und Werk
Mérimée, dessen Vater Militärarzt war, besuchte Schulen in Paris, Metz, Toulouse, La Rochelle, Ile d’Oléron, Dunkerque und Sidi-Bel-Abbès und machte in Algier Abitur. Ab 1865 war er Schüler des Lycée Louis-le-Grand, 1871 bestand er die Agrégation und wurde Gymnasiallehrer in Pau. Von dort aus bereiste er intensiv Spanien. Er wurde Gymnasiallehrer in Toulouse, habilitierte sich in Paris mit den beiden Thèses Essai sur la vie et les oeuvres de Francisco de Quevedo 1580-1645 (Paris 1886), sowie De Antiquis aquarum religionibus in Gallia meridionali ac praesertim in Pyrenaeis montibus (Paris 1886) und wurde 1886 auf den ersten Spanischlehrstuhl der Universität Toulouse berufen. Von 1910 bis zu seinem Tod war er Direktor des neu gegründeten „Institut français en Espagne“ in Madrid, ab 1920 sekundiert von seinem Sohn Henri Mérimée, der ihm 1924 nachfolgte.

In Toulouse ist eine Straße nach ihm benannt.

## Weitere Werke
- (Hrsg.) Première partie des Mocedades del Cid de Don Guillén de Castro, Toulouse 1890, New York/London 1971
- Précis d’histoire de la littérature espagnole, Paris 1908 (525 Seiten), 1922 (670 Seiten); englisch: A history of Spanish literature, New York 1930
- (Hrsg.) Le poème du Cid. Extraits, Paris 1915
- (Hrsg.) Le romancero espagnol, Paris 1918